# 모스톨레스
모스톨레스(Móstoles)는 스페인 마드리드 지방의 도시로, 인구는 206,478명(2009년 기준), 면적은 45.36km2이다. 모스톨레스는 마드리드 지방에서 두 번째로 큰 도시이며 마드리드에서 남서쪽으로 18km 정도 떨어진 곳에 위치하고 있다. 모스톨레스는 후안 카를로스 왕립 대학교 본교 캠퍼스가 있는 곳이기도 하다.